# Nuoto ai campionati europei di nuoto 2018 - 50 metri dorso femminili
La gara dei 50 metri dorso femminili degli Europei 2018 si è svolta il 4 e 5 agosto 2018. Al mattino del 4 agosto si sono svolte le batterie e nel pomeriggio le semifinali, mentre la finale si è disputata nel pomeriggio del 5 agosto.

## Podio
| Pos.    | Atleta              | Nazione     |
| ------- | ------------------- | ----------- |
| Oro     | Georgia Davies      | Regno Unito |
| Argento | Anastasija Fesikova | Russia      |
| Bronzo  | Mimosa Jallow       | Polonia     |

## Record
Prima della manifestazione il record del mondo (RM), il record europeo (EU) e il record dei campionati (RC) erano i seguenti:
|  | 27"06 | Zhao Jing                                | 30 luglio 2009 Roma                               |
|  | 27"23 | Daniela Samulski Aliaksandra Herasimenia | 30 luglio 2009 ( Roma) 27 luglio 2017 ( Budapest) |
|  | 27"57 | Francesca Halsall                        | 21 maggio 2016 Londra                             |

Durante la competizione è stato migliorato il seguente record:
|  | 27"21 | Georgia Davies |

## Risultati

### Batterie
| Pos. | Batteria | Corsia | Atleta                  | Nazionalità | Tempo        | Note         |
| ---- | -------- | ------ | ----------------------- | ----------- | ------------ | ------------ |
| 1    | 5        | 4      | Georgia Davies          | Regno Unito | 27"21        | Q            |
| 2    | 6        | 4      | Anastasija Fesikova     | Russia      | 27"23        | Q            |
| 3    | 5        | 5      | Mimosa Jallow           | Finlandia   | 27"42        | Q            |
| 4    | 6        | 5      | Marija Kameneva         | Russia      | 27"70        | R            |
| 5    | 4        | 5      | Simona Baumrtová        | Rep. Ceca   | 27"78        | Q            |
| 6    | 4        | 6      | Kathleen Dawson         | Regno Unito | 27"92        | Q            |
| 7    | 4        | 4      | Mie Nielsen             | Danimarca   | 27"97        | Q            |
| 8    | 5        | 6      | Kira Toussaint          | Paesi Bassi | 28"04        | Q            |
| 9    | 6        | 3      | Béryl Gastaldello       | Francia     | 28"19        | Q            |
| 10   | 6        | 6      | Ida Lindborg            | Svezia      | 28"23        | Q            |
| 11   | 4        | 3      | Maaike de Waard         | Paesi Bassi | 28"30        | Q            |
| 11   | 5        | 7      | Cassie Wild             | Regno Unito | 28"30        |              |
| 13   | 4        | 2      | Alicja Tchórz           | Polonia     | 28"33        | Q            |
| 14   | 6        | 8      | Tessa Vermeulen         | Paesi Bassi | 28"35        |              |
| 15   | 5        | 3      | Silvia Scalia           | Italia      | 28"37        | Q            |
| 15   | 6        | 2      | Julie Kepp Jensen       | Danimarca   | 28"37        | Q            |
| 17   | 3        | 4      | Sasha Touretski         | Svizzera    | 28"46        | Q            |
| 18   | 5        | 1      | Carlotta Zofkova        | Italia      | 28"48        | Q            |
| 19   | 5        | 2      | Theodora Drakou         | Grecia      | 28"53        | Q            |
| 20   | 4        | 7      | Lucy Hope               | Regno Unito | 28"61        |              |
| 21   | 4        | 1      | Polina Egorova          | Russia      | 28"65        |              |
| 22   | 6        | 1      | Mathilde Cini           | Francia     | 28"66        |              |
| 23   | 5        | 9      | Nina Kost               | Svizzera    | 28"72        |              |
| 24   | 5        | 8      | Jenna Laukkanen         | Finlandia   | 28"85        |              |
| 25   | 6        | 9      | Katalin Burián          | Ungheria    | 28"94        |              |
| 26   | 3        | 5      | Victoria Bierre         | Danimarca   | 29"04        |              |
| 27   | 6        | 0      | Anastasia Abdeeva       | Russia      | 29"08        |              |
| 28   | 4        | 9      | Anika Apostalon         | Rep. Ceca   | 29"22        |              |
| 29   | 4        | 0      | Ekaterina Avramova      | Turchia     | 29"27        |              |
| 30   | 4        | 8      | Agata Naskręt           | Polonia     | 29"38        |              |
| 31   | 2        | 4      | Signhild Joensen        | Fær Øer     | 29"54        |              |
| 32   | 3        | 6      | Gabriela Georgieva      | Bulgaria    | 29"58        |              |
| 33   | 5        | 0      | Karolina Hájková        | Slovacchia  | 29"61        |              |
| 34   | 3        | 3      | Shahar Menahem          | Israele     | 29"66        |              |
| 35   | 2        | 5      | Elçin Türkmenoğlu       | Turchia     | 29"71        |              |
| 36   | 3        | 8      | Magdalena Kuras         | Svezia      | 29"91        |              |
| 37   | 3        | 7      | Eygló Ósk Gústafsdóttir | Islanda     | 29"93        |              |
| 38   | 3        | 0      | Ieva Maļuka             | Lettonia    | 29"94        |              |
| 39   | 3        | 9      | Margaret Markvardt      | Estonia     | 29"96        |              |
| 40   | 2        | 7      | Aviv Barzelay           | Israele     | 30"01        |              |
| 41   | 3        | 2      | Arina Baikova           | Lettonia    | 30"02        |              |
| 42   | 2        | 6      | Lena Grabowski          | Austria     | 30"03        |              |
| 43   | 2        | 8      | Vilma Ruotsalainen      | Finlandia   | 30"04        |              |
| 44   | 2        | 2      | Kertu Kaare             | Estonia     | 30"23        |              |
| 45   | 3        | 1      | Sezin Eliguel           | Turchia     | 30"25        |              |
| 46   | 2        | 1      | Weronika Górecka        | Polonia     | 30"60        |              |
| 47   | 1        | 5      | Eda Zećiri              | Kosovo      | 30"95        |              |
| 48   | 1        | 4      | Fjorda Šabani           | Kosovo      | 31"17        |              |
| 49   | 1        | 3      | Ani Poghosyan           | Armenia     | 33"05        |              |
| DSQ  | 2        | 3      | Kalia Antoniou          | Cipro       | Squalificata | Squalificata |
| DSQ  | 6        | 7      | Caroline Pilhatsch      | Austria     | Squalificata | Squalificata |

### Semifinali

#### Semifinale 1
| Pos. | Corsia | Atleta              | Nazionalità | Tempo | Note |
| ---- | ------ | ------------------- | ----------- | ----- | ---- |
| 1    | 4      | Anastasija Fesikova | Russia      | 27"49 | Q    |
| 2    | 6      | Béryl Gastaldello   | Francia     | 27"86 | Q    |
| 3    | 5      | Simona Baumrtová    | Rep. Ceca   | 27"91 | Q    |
| 4    | 7      | Silvia Scalia       | Italia      | 27"96 |      |
| 5    | 8      | Theodora Drakou     | Grecia      | 28"08 |      |
| 6    | 2      | Maaike de Waard     | Paesi Bassi | 28"09 |      |
| 7    | 3      | Mie Nielsen         | Danimarca   | 28"14 |      |
| 8    | 1      | Sasha Touretski     | Svizzera    | 28"70 |      |

#### Semifinale 2
| Pos. | Corsia | Atleta            | Nazionalità | Tempo | Note |
| ---- | ------ | ----------------- | ----------- | ----- | ---- |
| 1    | 4      | Georgia Davies    | Regno Unito | 27"46 | Q    |
| 2    | 5      | Mimosa Jallow     | Finlandia   | 27"62 | Q    |
| 3    | 7      | Alicja Tchórz     | Polonia     | 27"72 | Q    |
| 4    | 6      | Kira Toussaint    | Paesi Bassi | 27"92 | Q    |
| 5    | 8      | Carlotta Zofkova  | Italia      | 27"94 | Q    |
| 6    | 3      | Kathleen Dawson   | Regno Unito | 28"11 |      |
| 7    | 1      | Julie Kepp Jensen | Danimarca   | 28"32 |      |
| 8    | 2      | Ida Lindborg      | Svezia      | 28"77 |      |

### Finale
| Pos. | Corsia | Atleta              | Nazionalità | Tempo | Note |
| ---- | ------ | ------------------- | ----------- | ----- | ---- |
|      | 4      | Georgia Davies      | Regno Unito | 27"23 |      |
|      | 5      | Anastasija Fesikova | Russia      | 27"31 |      |
|      | 3      | Mimosa Jallow       | Finlandia   | 27"70 |      |
| 4    | 6      | Alicja Tchórz       | Polonia     | 27"74 |      |
| 5    | 2      | Béryl Gastaldello   | Francia     | 28"10 |      |
| 6    | 8      | Carlotta Zofkova    | Italia      | 28"31 |      |
| 7    | 7      | Simona Baumrtová    | Rep. Ceca   | 28"38 |      |
| 8    | 1      | Kira Toussaint      | Paesi Bassi | 28"80 |      |